# Воля-Барановська
Воля-Барановська (пол. Wola Baranowska) — село в Польщі, у гміні Баранув-Сандомерський Тарнобжезького повіту Підкарпатського воєводства.
Населення — 2171 особа (2011).
У 1975—1998 роках село належало до Тарнобжезького воєводства.

## Демографія
Демографічна структура станом на 31 березня 2011 року:
|          | Загалом | Допрацездатний вік | Працездатний вік | Постпрацездатний вік |
| -------- | ------- | ------------------ | ---------------- | -------------------- |
| Чоловіки | 1067    | 220                | 732              | 115                  |
| Жінки    | 1104    | 234                | 640              | 230                  |
| Разом    | 2171    | 454                | 1372             | 345                  |